# Schlachtensee
Der Schlachtensee ist ein See im Südwesten Berlins im Bezirk Steglitz-Zehlendorf am Rande des Grunewaldes.
Nach dem See wurden benannt:
- der S-Bahnhof Schlachtensee, der bei seiner Eröffnung 1874 noch in einem Waldgebiet lag,
- der Ortsteil Schlachtensee, entstanden als Villenkolonie südlich des Bahnhofs,
- die evangelische Kirchengemeinde Schlachtensee,
- das Studentendorf Schlachtensee.

## Geographie

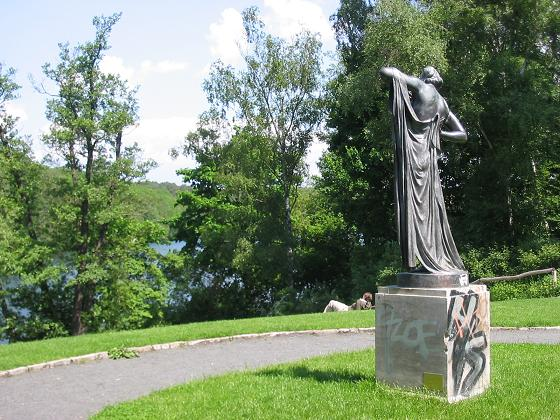
Paul-Ernst-Park und See

Der schlauchförmige Schlachtensee ist der fast südlichste See der Grunewaldseenkette, die geologisch zur Hochfläche Teltow zählt und sich vor rund 15.000 Jahren im Brandenburger Stadium der Weichsel-Eiszeit als glaziale Rinne herausgebildet hat.
Mit etwa 421.000 m² Fläche und einer maximalen Tiefe von etwa 8,5 Metern stellt er einen der größeren Seen des Berliner Stadtgebiets dar; der Umfang beträgt 5,5 Kilometer. Das Seeufer wird intensiv für Spaziergänge genutzt und zählt mit seinem durchgängigen Uferweg zu den beliebtesten Jogging-Strecken in Berlin. Mit seiner guten Wasserqualität und waldreichen Lage ist der Schlachtensee zudem ein beliebtes Baderevier.
Seit 1981 werden jährlich rund drei Millionen m³ Wasser aus dem Großen Wannsee in der Oberflächenwasser-Aufbereitungsanlage Beelitzhof fast vollständig von Phosphat befreit und dann mit nahezu Trinkwasserqualität am Südwestende des Schlachtensees eingeleitet. Die Qualität des Wassers im See hat sich seitdem wesentlich gebessert. Zunehmende Nutzung, Uferzerstörung und weitere Phosphateinträge (u. a. Hundekot, Bodenerosion, Füttern von Wasservögeln, Aufwirbeln von Sediment) bedrohen allerdings die Qualität des Wassers.

## Paul-Ernst-Park

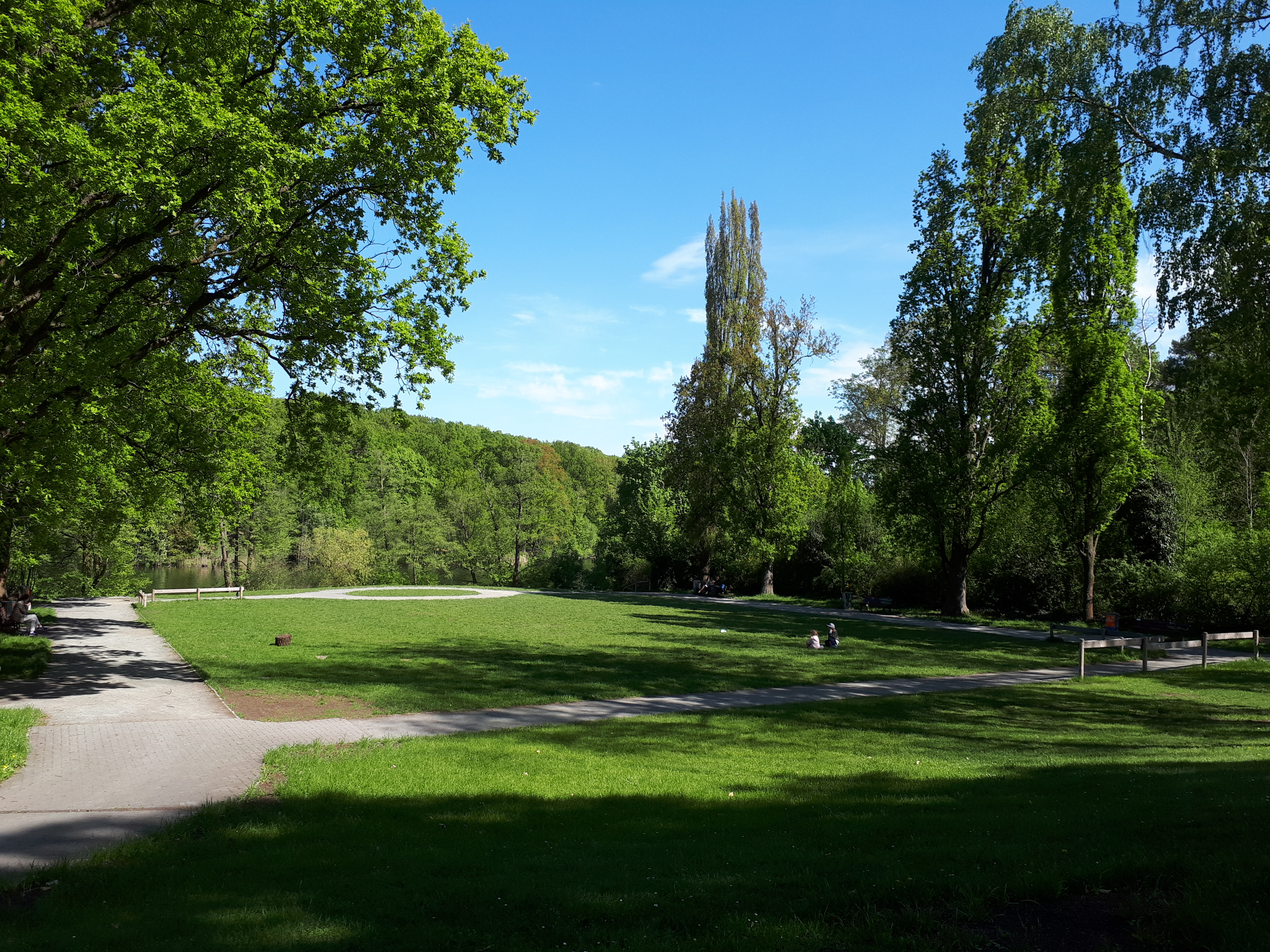
Liegewiese am Schlachtensee

Direkt am gleichnamigen S-Bahnhof Schlachtensee liegt der Paul-Ernst-Park. Ein dort aufgestellter Gedenkstein erinnert an den Namensgeber, den Schriftsteller Paul Ernst (1866–1933). Die öffentliche Grün- und Erholungsanlage zieht sich den Hang hinab bis zum See und knapp einen Kilometer am Südufer entlang bis zu der markanten Halbinsel unterhalb der Terrassenstraße. Oberhalb des Ufers findet sich die Marinesiedlung. Im Bereich der Halbinsel besteht der Park aus einem dichten Wald, während im oberen Bereich am S-Bahnhof Blumenbeete und – im Sommer stark frequentierte – Liegewiesen angelegt sind. Weitere Liegewiesen bestehen am Nordostufer des Sees, wo der Schlachtensee über einen teils unterirdischen Kanal mit der Krummen Lanke verbunden ist.
An der Ostseite des Sees befindet sich ein Bootsverleih. Angler finden im Schlachtensee und in der benachbarten Krummen Lanke 18 Fischarten vor. Über den S-Bahnhof Schlachtensee sind See und Wohnviertel gut an den öffentlichen Personennahverkehr angebunden.

## Geschichte

### Etymologie
Der Name des Schlachtensees geht nicht auf eine Schlacht zurück. In einer Urkunde des einflussreichen Klosters Lehnin des Zisterzienserordens findet sich 1242 die Erwähnung des Dorfes Slatdorp am Slatse:

„villa Slauicali, que Slatdorp digitur, et duobus stagnis Slatse et Tusen“

Der Name des Sees ist ein Kompositum mit dem Grundwort -see. Das mittelniederdeutsche Vorderglied slaht bzw. slat bezeichnet ein Pfahlwerk als ‚Uferbefestigung‘ bzw. „ein quer durch das Flussbett als Fisch- oder Mühlenwehr aufgeführtes Stauwerk aus Holz oder Steinen“. Eine andere Deutung, beispielsweise von Richard George im Jahr 1900 vertreten, geht von dem slawischen Begriff slaty (‚goldfarben‘, ‚goldgelb‘) aus und verweist auf die Färbung des Sees. Der Namenforscher für den Teltow Gerhard Schlimpert verweist neben slat ‚Pfahlwerk als Uferbefestigung‘ auf solt ‚Sumpf‘, ‚Morast‘ und erwähnt die mögliche Bedeutung ‚golden‘ nur am Rande.
Nach der oben genannten Urkunde kaufte das Kloster den gemeinsam regierenden askanischen Markgrafen Johann I. und Otto III. die Ortschaften Zehlendorf und Slatdorp zusammen mit zwei Seen und einem Wald für 300 Mark ab. Das Dorf ist später sehr wahrscheinlich wüst gefallen. Der zweite See mit dem unklaren Namen Tusen oder Imtzen bezeichnete mit einiger Sicherheit den benachbarten Nikolassee, der über die langgestreckte Niederung der landschaftsgeschützten Rehwiese mit dem Schlachtensee verbunden ist.

### Fischerhütte

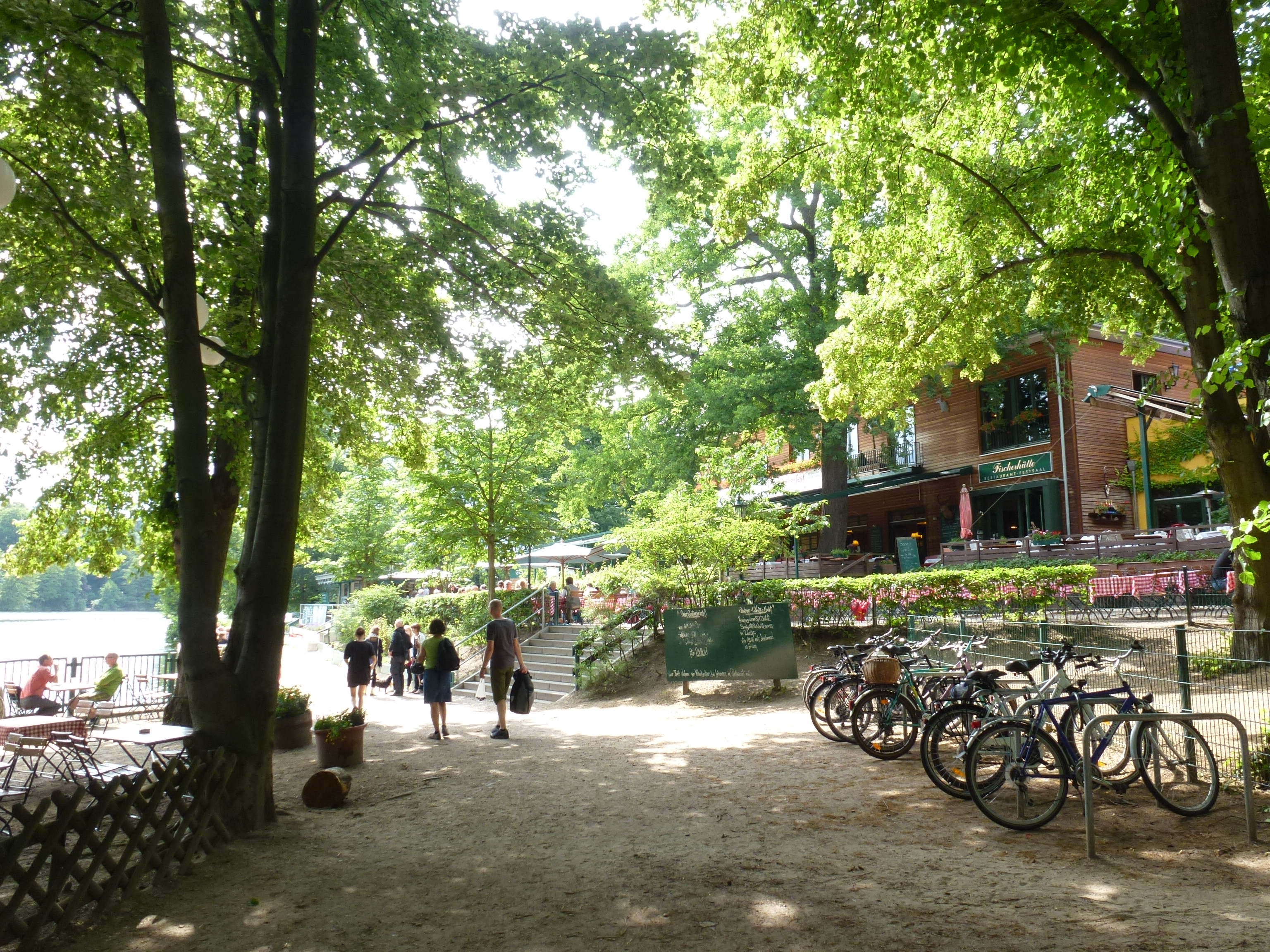
Restaurant Fischerhütte

Die heutige Siedlung Schlachtensee entstand erst Ende des 19. Jahrhunderts. Zuvor war um 1750 am Ufer eine Fischerhütte errichtet worden, die dem Lokal Alte Fischerhütte am Nordost-Ufer den Namen gab. Die ersten Erwähnungen der Fischerhütte stammen aus dem Jahr 1759:

„auf dem sogenannten Schlachtensee […] wegen Erbauung eines Fischer Hauses und den dabey zu liegenden Ackers“

und aus dem Jahr 1767:

„in der Teltoischen Heide die Pertinentzien *) zum Fischer Hause am Schlachtensee belegen vermessen“

Das Gebäude wurde 2005 restauriert und erweitert.

## Ehemalige Schlachtensee-Fähre

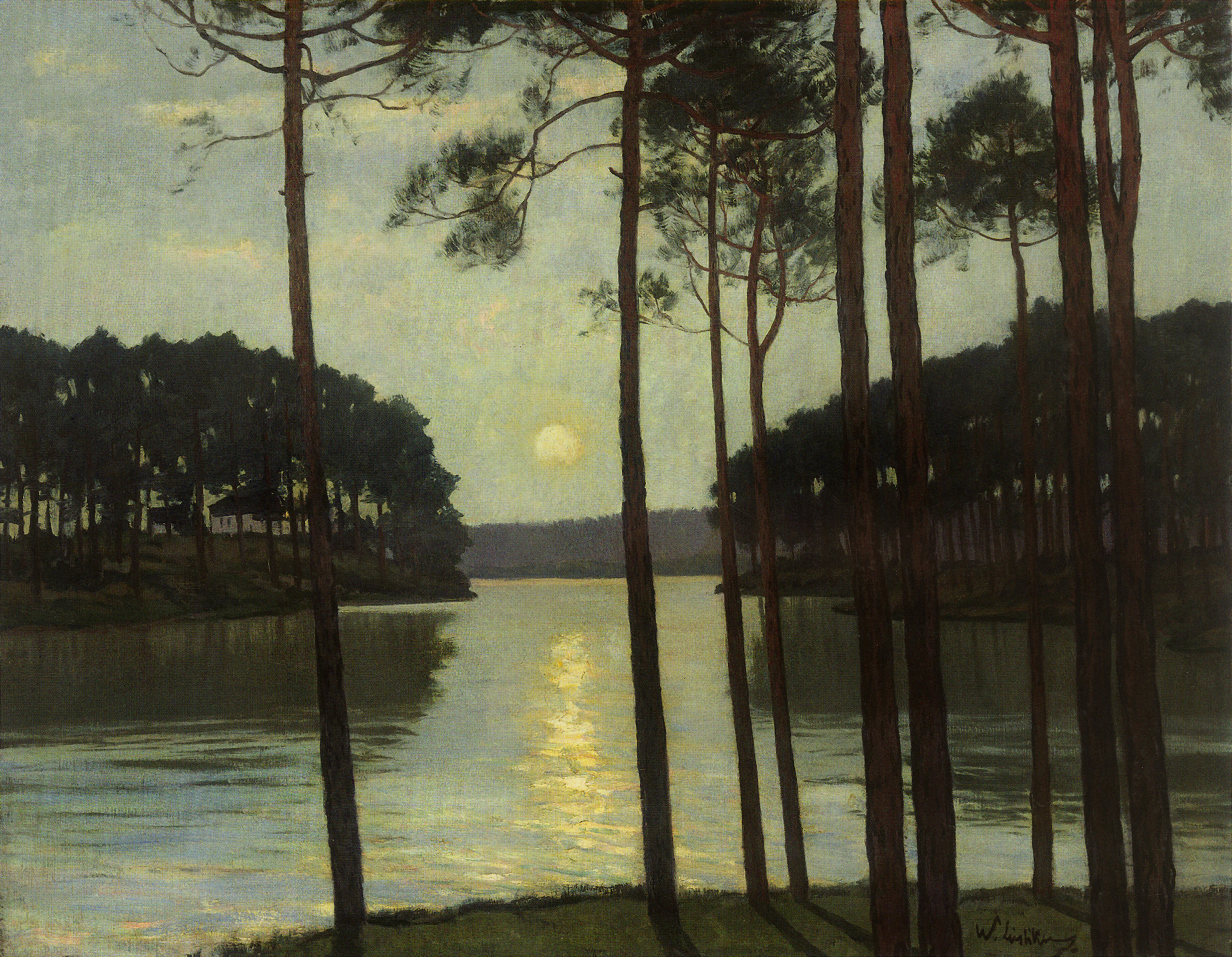
Walter Leistikow: Abendstimmung am Schlachtensee, 1895

Im Jahr 1896 wurde August Hensel Fischereipächter des Schlachtensees. Damals gab es drei Gaststätten am Schlachtensee: die Alte Fischerhütte, das Schloss Schlachtensee (1955 abgerissen) und die Neue Fischerhütte (1938 abgerissen). Um 1900 betrieb Hensel eine Motorbootverbindung zwischen der Alten und Neuen Fischerhütte sowie eine Fähre von der Neuen Fischerhütte auf die gegenüberliegende Uferseite. Das Motorboot hieß Siegfried. Um 1906 kaufte Hensel ein 16,5 Meter langes, für 77 Personen ausgelegtes Boot mit Namen Anne, 1920 das Boot Sidonie (14 Meter lang). 1913 wurde das Baden im See verboten, da das Gewässer in Privatbesitz gelangte. 1940 wurde die Fährverbindung mangels Treibstoff eingestellt, im November 1945 wurden die beiden Boote durch eine Brandstiftung zerstört. Hensel nahm trotzdem mit einem Fischerkahn den Fährverkehr zum gegenüberliegenden Ufer wieder auf. 1964 kaufte er ein neues Ponton-Ruderboot. Nach dem Tod Hensels übernahm sein Sohn Günter den Fährbetrieb, den er 1976 wegen zu geringer Nachfrage einstellte.

## Gedicht Schlachtensee

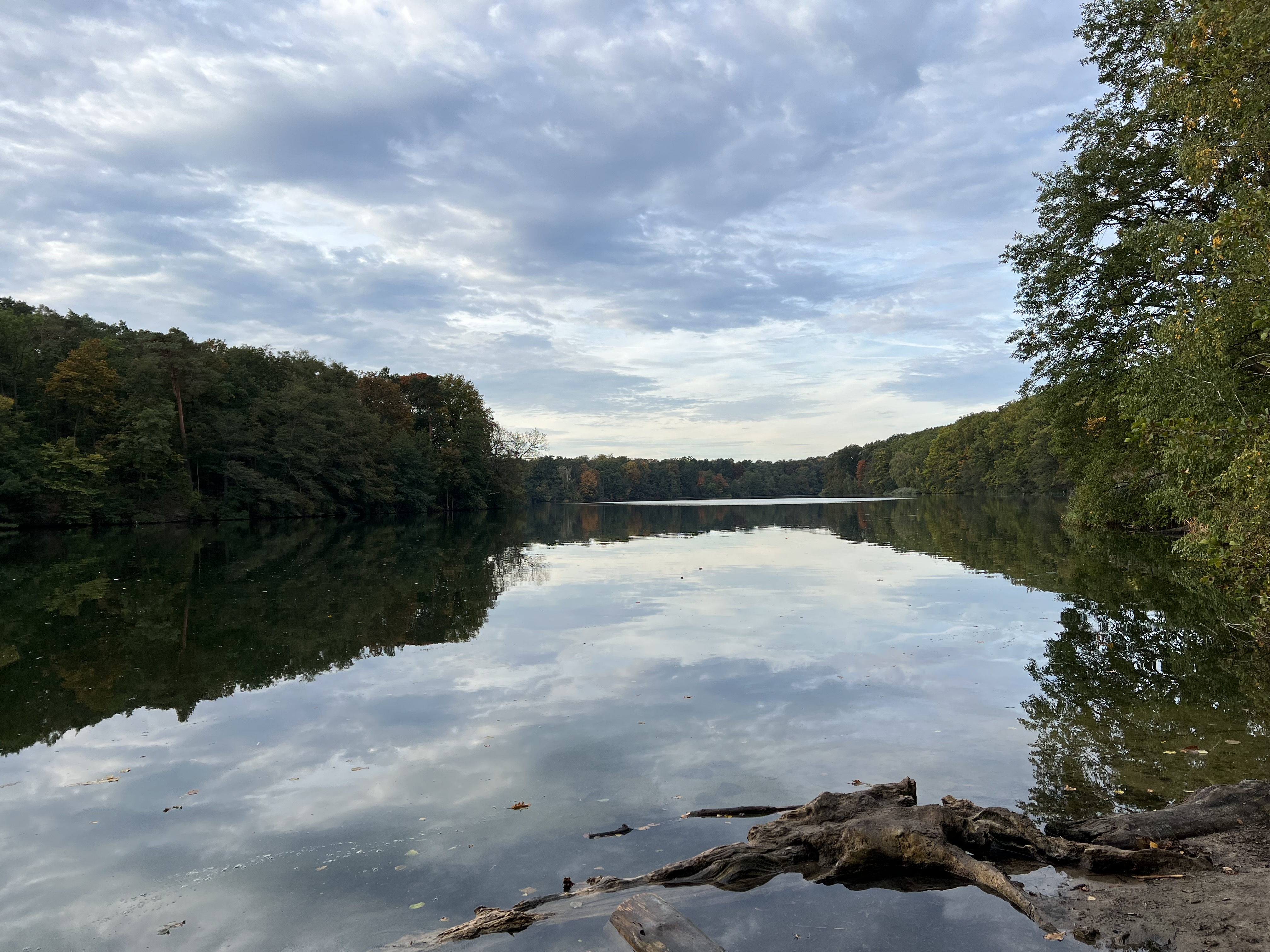
Blick über den Schlachtensee

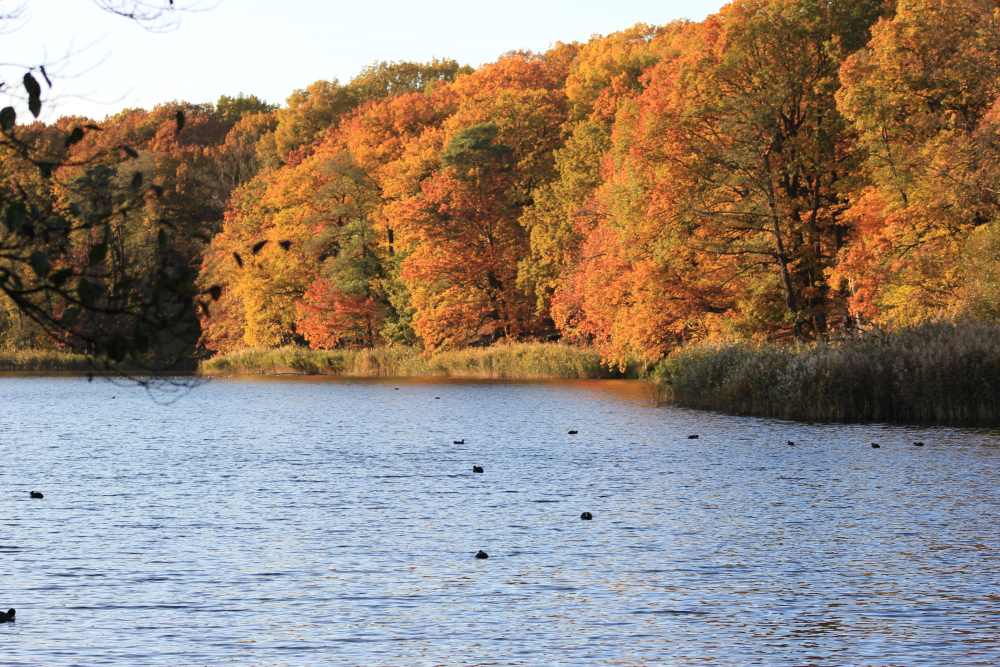
Schlachtensee im Herbst

Die Schriftstellerin Ludovica Hesekiel (1847–1889) dichtete folgende Zeilen mit dem Titel Schlachtensee:
Die Kiefern neigen sich leise / blau liegt und still der See,

wir lauschen der alten Kunde / von Wendenlust und Weh.

Da kamen die Sachsen gezogen / hinein ins Heveller-Land,

und christliche Tempel erhoben / sich wo ein Götze stand.

Der grimme Bär von Askanien, / der brach der Wenden Macht,

der hat zuerst von allen / der Marken Größe gedacht.

Und endlich sanken die Wenden / besiegt und geschlagen dahin;

es donnert über die Kiefern, / wild heult der Sturm darin.

Der Regen peitscht die Wellen, / die lachende Schar wird stumm,

Am Schlachtensee die Geister / der alten Wenden gehen um.
Der grimme Bär von Askanien verweist hier auf den Gründer der Mark Brandenburg und ersten Markgrafen Albrecht den Bären, den Ururgroßvater der erwähnten Markgrafen Johann I. und Otto III.

## Sporttauchen
Der Schlachtensee war unter anderem wegen des relativ klaren Wassers unter Sporttauchern populär. Der Tauchtourismus stieg an, nachdem in den Medien über einen 1,70 Meter langen Wels in dem See berichtet worden war. Das Sporttauchen wurde jedoch im Juni 2008 durch das Umweltamt Steglitz-Zehlendorf im Rahmen einer Allgemeinverfügung zur Regelung des Gemeingebrauchs sowohl für die Krumme Lanke als auch für den Schlachtensee ganzjährig verboten. Da Tauchen in Berlin jedoch nicht als Allgemeingebrauch anerkannt und damit grundsätzlich nicht erlaubt ist, wurde das Verbot für den Schlachtensee von dem damaligen Sportstadtrat Norbert Schmidt (CDU) als Klarstellung der sowieso bestehenden Rechtslage bezeichnet.
Am 19. Januar 2009 wurde das Verbot gelockert, sodass Tauchern mit international anerkannter Ausbildung das Tauchen mit Sonderausrüstung von Juli bis Dezember von Sonnenaufgang bis Sonnenuntergang erlaubt war. Tauch-Grundausbildungen blieben ebenso untersagt wie die Nutzung von Hilfsantrieben und jeder Tauchgang musste spätestens 24 Stunden zuvor per E-Mail beim Landestauchsportverband Berlin gemeldet werden. Die Stelle für den Wassereinstieg war so zu wählen, dass dabei keine Ufervegetation zerstört werden konnte. Die Ausnahmeregelung lief zum 31. Dezember 2011 aus. Seitdem ist das Tauchen am Schlachtensee wieder gänzlich untersagt. Ausnahmegenehmigungen müssen beim Umweltamt des Bezirks beantragt werden. 
Derweil erfreut sich der See bei Wassersportlern großer Beliebtheit. Seit einigen Jahren nutzen vor allem Stand-Up-Paddler das ruhige Gewässer.